# Richard Salwey
Richard Salwey (* 1615; † 1685) war ein englischer Politiker.

## Leben
Richard Salwey war der vierte Sohn von Humphrey Salwey und dessen Frau Anne, der zweiten Tochter von Edward Littleton. Er hatte vier Brüder, unter anderem Edward Salwey, und drei Schwestern. Er wurde am 22. Oktober 1615 getauft. Er ging bei einem Londoner Händler in die Lehre und ließ sich anschließend als Lebensmittelhändler im Stadtviertel St Leonard, Eastcheap, nieder.
Salwey war ein Anhänger Oliver Cromwells. Von 1645 bis 1653 gehörte er dem House of Commons für das Borough Appleby an. 1653 wurde er als Abgeordneter für das County Worcestershire zum Mitglied von Barebone’s Parliament ernannt. Des Weiteren gehörte Salwey 1651 bis 1652 dem dritten, sowie dem vierten council of state an. 1654 war er Bürgermeister von Worcester. 1659 wurde er erneut Mitglied des council of state.
Er heiratete Anne Waring, die Tochter des Londoner Ratsherren Richard Waring. Aus der Ehe gingen fünf Söhne und zwei Töchter hervor. Der britische Abgeordnete Henry Salwey (1794–1874) ist sein Ur-ur-ur-Enkel.